# Station Szczecin Żelechowa
Station Szczecin Żelechowo is een voormalig spoorwegstation aan de spoorlijn Szczecin Główny - Trzebież Szczeciński in de Poolse plaats Szczecin. Het station werd geopend op 1898 en is in 2002 gesloten.

## Algemene informatie
Het spoorwegstation ligt op ongeveer 250 meter van de hoofdweg, die Szczecin met Police verbindt. De dichtstbijzijnde bushalte is "Studzienna". In 2002 werd de station gesloten voor personenvervoer.
Als onderdeel van het project van de Lightrail Szczecin moet de station weer in gebruik worden genomen.

## Vorige namen
- Züllchow (1898 – 1945)
- Szczecin Żelechowo (1945 – 1947)
- Żelechowa Szczecińska (1947 – 1947)[1]